# 各務原よ 大使を抱け!
『各務原よ 大使を抱け!』（かかみがはらよ たいしをいだけ!）は日本のテレビドラマ。2013年11月2日にメーテレで放送され、11月8日に再放送された。

## 概要
岐阜県各務原市は2013年（平成25年）に市制50周年を迎え、映画やドラマなどの撮影支援を行なう「かかみがはらフィルムコミッション」をスタートした。本作はその一環として各務原市とメーテレが制作した単発のテレビドラマである。撮影にあたっては航空自衛隊岐阜基地や村国座など市内各地でロケが行なわれ、オーディションにより選ばれた市民30名以上が台詞付きの役として出演したほかインターネットを使った宣伝も市民によって行なわれるなど、エキストラやスタッフとして延べ3,000名が撮影に関与した。
なお、ドラマの企画が立ち上がった際に「各務原出身の芸能人」を探したが見つからなかったことがストーリーの元になっているという。

## あらすじ
2013年、市政50周年を迎えた岐阜県各務原市は観光大使を任命することになったが、誰もが知っている各務原出身の芸能人がいない。観光大使を探す役目の女子職員・村山がようやく見つけたのは白塗りメイクの「地獄から来た演歌歌手」アルマゲドン加藤。実は出身を偽って大使に就任した加藤だったが・・・

## キャスト
- 原幹恵 - 村山美紀
- 山崎樹範 - アルマゲドン加藤
- 伊吹吾朗
- 渡辺哲
- 平泉成
- 川合正悟（Wエンジン）
- 憲俊
- ホッケー女子日本代表（さくらジャパン）

## 主なロケ地
- 各務原市役所（庁舎外）
- 各務原市立中央図書館
- 名鉄各務原市役所前駅（名鉄各務原線）
- 愛知環状鉄道
- 航空自衛隊岐阜基地
- アクア・トトぎふ
- 岐阜県グリーンスタジアム
- 河川環境楽園・オアシスパーク
- 中山道鵜沼宿
- 加佐美神社
- 岐阜かかみがはら航空宇宙博物館（エンディングのみ）
- 内藤記念くすり博物館（エンディングのみ）
- 岐阜車体工業（エンディングのみ）